# Centro de Evaluación y Pruebas Submarinas del Atlántico
El Centro de Evaluación y Pruebas Submarinas del Atlántico (AUTEC, por sus siglas en inglés) de la Armada de los Estados Unidos  es un laboratorio que realiza mediciones tridimensionales de trayectorias hydroespaciales/aeroespacial integradas, cubriendo el espectro entero de escenarios simulados de guerra submarina — calibración, clasificación, detección, y destrucción. Su misión es contribuir en el establecimiento y mantenimiento de la capacidad naval de los Estados Unidos a través de pruebas, evaluación, y realización de investigación submarina.

## Información general
Esta sofisticada instalación incluye tres áreas de prueba – el área de armas, el área acústica, y el área FORACS – todo localizado en la Lengua del océano (TOTO), una cuenca de océano profundo aproximadamente con 100 millas náuticas (190 km) de largo por 15 millas náuticas (28 km) de ancho, con profundidades de hasta 6000 pies (1800 m). La base principal de apoyo al AUTEC y estaciones de seguimiento están en la Isla Andros en las Bahamas, justo al oeste de Nasáu y aproximadamente a 180 millas náuticas (333 km) al sureste de Playa de Palma Del oeste, Florida. El 23 de enero de 2020, la empresa PAE de tecnologías aplicadas recibieron aproximadamente $32.9 millones para seis meses más de mantenimiento y  servicios de apoyo a las áreas de operaciones e instalaciones en AUTEC. El 12 de agosto de 2020, la empresa Amentum (creado en enero de 2020 cuándo AECOM vendió sus servicios de administración empresariales a American Securities LLC y afiliados de la empresa privada Lindsay Goldberg) recibió aproximadamente $430 millones para cinco años de operación y mantenimiento de AUTEC.

## Área de agua profunda
El área de aguas profundas para armas yace aproximadamente paralela a la costa este de la Isla Andros. Es el área más grande y versátil de AUTEC, y  es capaz de seguir hasta 63 objetos en el agua simultáneamente. El área es apoyada por la Base Principal (Sitio 1) y varios sitios más pequeños ubicados al sur a lo largo de la costa este de la Isla Andros. Conjuntos de comunicaciones por sonar AN/WQC-2A y nodos de comunicaciones bi-direccionales proporcionan comunicaciones de voz submarina para blancos móviles y señales para órdenes de cobertura de emergencia, mientras que comunicaciones de radio HF, UHF, y VHF están disponibles sobre el área entera.

## Seguimiento aéreo
El seguimiento aéreo es proporcionado por radares y algunos otros sistemas de seguimiento aéreo como LATR, el Sistema hiperbólico de seguimiento aéreo (HITS, por sus siglas en inglés), y GPS Diferencial (DGPS). Estos sistemas aéreos cubren el área de armas en AUTEC hasta una distancia de 500 millas náuticas (930 km) desde el sitio 1 y a una altitud de 70 000 pies (21 000 m). Radares de vigilancia operan para apoyar la seguridad aérea y de superficie.

## Seguimiento acuático
La sección acuática del área de Armas cubre 500 millas náuticas cuadradas (1,700 km²). Esta área puede ser dividida en dos áreas de seguimiento que constan de aproximadamente 250 millas náuticas cuadradas (850 km²). Esta flexibilidad permite la operación única de dos ejercicios individuales distintos. El uso del área total es referido como "Área de Armas", mientras que al dividir el área en dos porciones distintas, la sección norte es referida como "área de armas norte", mientras que la porción del sur se denomina "área de armas sur".

## Tareas
La tarea típica desempeñada en AUTEC consiste en probar y certificar el desempeño de los comandantes de submarinos de la Ármada de los EE. UU. y sus tripulaciones, así como la exactitud de sus armas submarinas.